# 大專院校系際盃籃球錦標賽
大專院校系際盃籃球錦標賽是由中華民國大專院校體育總會開設主辦的賽事，主要是由各大專院校各系所互相較量的籃球賽事，於2015年成立第一屆賽事，團隊的成員組成體保生除外，體育系或體育相關系所不能參與，大多由一般生系所參與該賽事，單一學校只能指派該學校其中一個系所代表參賽，目前僅開放男子組參賽，另外目前大專體總還另外於2018年分別成立排球以及棒球類別的系際盃賽事。

## 簡介
- 2015年：為第一屆賽事，決賽於10月份進行。

## 比賽制度
- 代表隊由各校決定，然後先進行分區預賽
- 分區預賽採分組循環，各區以不超過12隊為限(2020年)，各區冠軍隊進入決賽。
- 分區原則如下：
  - 1.北一區：臺北市、花蓮縣、金門縣。
  - 2.北二區：臺北市、花蓮縣、金門縣。
  - 3.新北區：新北市、基隆市、宜蘭縣。
  - 4.桃竹苗：桃園市、新竹市、新竹縣、苗栗縣。
  - 5.中彰投：臺中市、南投縣、彰化縣。
  - 6.雲嘉南：雲林縣、嘉義市、嘉義縣、臺南市。
  - 7.高一區：高雄市、屏東縣、台東縣、澎湖縣。
  - 8.高二區：高雄市、屏東縣、台東縣、澎湖縣。

- 全國決賽：先抽籤進行八強，再進行四強賽，最後進行三、四名及冠亞軍賽。

## 歷屆賽事成績
| 屆次        | 第一名   | 第二名   | 第三名   | 第四名   |
| ----------- | -------- | -------- | -------- | -------- |
| 104（2015） | 醒吾餐旅 | 實踐資管 | 修平資網 | 南台電機 |
| 105（2016） | 警專行政 | 輔大統計 | 清大電機 | 逢甲機電 |
| 106（2017） | 高苑運休 | 北科電機 | 南台電機 | 醒吾餐旅 |
| 107（2018） | 台體休運 | 聯合機械 | 屏科車輛 | 南台電機 |
| 108（2019） | 警專行政 | 高苑休運 | 北科電機 | 輔大統計 |
| 109（2020） | 僑光行銷 | 高科模具 | 中原企管 | 中州運促 |
| 110（2021） |          |          |          |          |